# Elmaağaç, Adaklı
Elmaağaç là một xã thuộc huyện Adaklı, tỉnh Bingöl, Thổ Nhĩ Kỳ. Dân số thời điểm năm 2010 là 62 người.